# West Marshland
West Marshland – miasto w Stanach Zjednoczonych, w stanie Wisconsin, w hrabstwie Burnett.